# Vinoy Park Hotel
El Vinoy Renaissance St. Petersburg Resort & Golf Club es un histórico hotel de estilo renacentista mediterráneo inaugurado en 1925 como Vinoy Park Hotel. Está ubicado en St. Petersburg, Florida, en 501 Fifth Avenue Northeast, en el área frente a la bahía del centro de la ciudad, con vista a Vinoy Yacht Basin.

## Historia
Fue construido en 1925 por el magnate petrolero Aymer Vinoy Laughner. La construcción comenzó el 5 de febrero y tardó 10 meses en completarse, con una gran inauguración el 31 de diciembre. Era un hotel de temporada, abierto desde diciembre hasta marzo. Rates were $20.00 a night, the highest in the area at that time.  Celebridades que van desde Babe Ruth, Herbert Hoover, Calvin Coolidge y James Stewart son conocidas por haberse alojado allí.
Con el inicio de la Segunda Guerra Mundial, cerró el 3 de julio de 1942 y fue tomado por el Ejército de los EE. UU. para usarlo como escuela de entrenamiento. El hotel reabrió en diciembre de 1944. Luego se vendió en 1945 a Charles Alberding por 700,000 dólares. Continuó prosperando durante las siguientes dos décadas, pero cayó en desgracia y entró en declive y deterioro a fines de la década de 1960. En 1974,  cerró y la mayor parte de su contenido se vendió en subasta. El 11 de septiembre de 1978, se agregó al Registro Nacional de Lugares Históricos de Estados Unidos.
Estuvo vacante hasta 1990, cuando fue comprado por Vinoy Development Corporation, que lo renovó a un costo de $93 millones. reabrió en 1992 como Stouffer Vinoy Resort. fue comprado por Renaissance Hotels al año siguiente, y se convirtió en Renaissance Stouffer Vinoy Resort, y luego en 1996 en Renaissance Vinoy Resort.
En 2005 obtuvo el estatus AAA Four-Diamond.
El 18 de abril de 2012, el Capítulo de Florida de AIA lo colocó en su lista de Arquitectura de Florida: 100 años. 100 lugares.
En agosto de 2018, RLJ Lodging Trust vendió el hotel a SCG Hospitality, propiedad del propietario de los Tampa Bay Buccaneers, Bryan Glazer. La venta incluye un club de golf y una marina de 74 amarres, así como el hotel de 362 habitaciones. Se informó que el monto de la venta fue de 188,5 millones de dólares.

## Actividad Paranormal
Vinoy Park HotelA lo largo de los años, ha habido informes de avistamientos de fantasmas y otros eventos sobrenaturales en el hotel. Algunos de los informes fueron de jugadores y personal de béisbol de las ligas mayores que se hospedaron en el Vinoy cuando estaban en la ciudad para jugar contra los Rays de Tampa Bay.
Uno de los informes provino de un coordinador de fuerza de los Piratas de Pittsburgh. Él  describió haber visto una aparición translúcida de un hombre cerca de un escritorio en su habitación. Otros han notado haber visto a un hombre vestido con atuendo formal caminando por los pasillos solo para desaparecer sin dejar rastro.